# Mediaconglomeraat

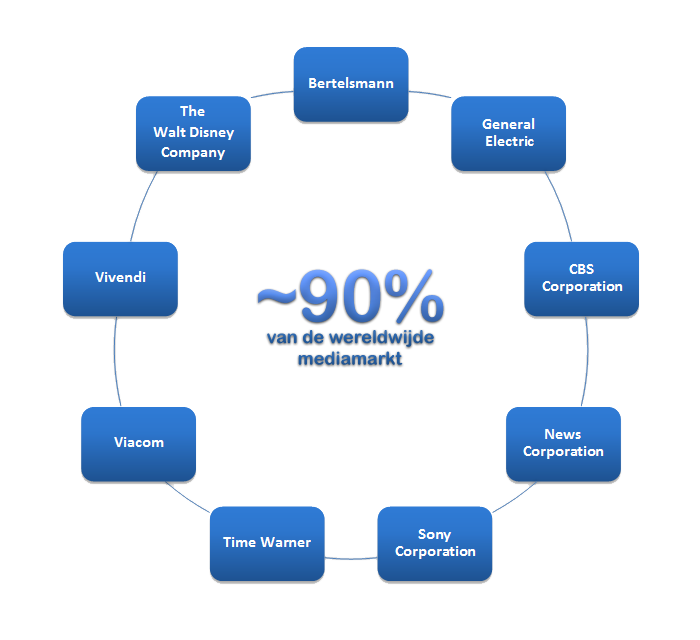
Circa 90% van de wereldwijde mediamarkt wordt gecontroleerd door de negen grootste mediaconglomeraten.

Een mediaconglomeraat is een conglomeraat dat meerdere, uitlopende divisies bezit in de internationale internet-, televisie-, film-, uitgeverij- of radio-industrie (media). De term mediagroep wordt ook weleens gebruikt in het dagelijks leven, hoewel een mediaconglomeraat meestal uit meer onderdelen bestaat dan een mediagroep. Mediagroepen zijn meestal alleen op nationaal of regionaal gebied actief, bijvoorbeeld CanWest Global Communications (Canada) en The Times Group (India).

## Algemene informatie
De onderdelen die mediaconglomeraten bezitten, zijn vaak gekocht van concurrenten en er zijn weinig mediaconglomeraten die door de jaren heen alleen eigen onderdelen hebben opgezet, met uitzondering van The Walt Disney Company, dat het grootste gedeelte van zijn activiteiten zelf heeft ontwikkeld. Sinds begin jaren 90 zijn ook steeds meer media-activiteiten opgekocht door bedrijven die voorheen niks met media te maken hadden, zoals Columbia Pictures Entertainment en haar dochteronderneming Columbia Tri-Star (tegenwoordig samengevoegd tot Columbia TriStar Pictures, onderdeel van Sony Pictures Entertainment) door Sony, en NBC (later gefuseerd met Universal Pictures tot NBC Universal) door het technologische conglomeraat General Electric.
De meeste mediaconglomeraten komen uit de Verenigde Staten, waarschijnlijk omdat de mediamarkt daar het grootst is. Binnen Europa zijn er maar enkele groepen groot genoeg om zich te kunnen meten met de Amerikaanse concerns, waarbinnen Vivendi SA (FR) en Bertelsmann (DE) worden geteld. Nederland bezit formeel geen mediaconglomeraten die groot genoeg zijn om als zodanig gekenmerd te worden. Philips heeft wel in het verleden het inmiddels opgeloste PolyGram (opgelost in Universal Music Group en NBC Universal) in hun bezit gehad en PolyGram is voor meer dan 10 jaar lang het grootste muziekconcern ter wereld geweest, maar geen enkele Nederlandse maatschappij doet echt mee in de diverse, internationale mediamarkt.
De negen grootste mediaconglomeraten CBS Corporation, Disney, Vivendi SA, Viacom, Time Warner, Sony, News Corporation, General Electric en Bertelsmann, bezitten samen rond de 85% van de internationale mediamarkt. Dit zorgt voortdurend voor commotie rond mediaconglomeraten, omdat er groeperingen zijn die vinden dat er een te grote concentratie van mediabezit is, waardoor sommige media te veel beïnvloed kunnen worden door andere onderdelen van dezelfde groep.

### Kritieken
Sinds het begin van de consolidatie van mediabedrijven, zijn er kritieken op deze vorm van bedrijfsvorming in de mediawereld geweest. De voornaamste groeperingen die tegen al te grote mediaconglomeraten zijn, zijn linkse-groene en extreemrechtse politieke partijen en de partijen die consolidatie juist meer als positief zien dan negatief zijn voornamelijk liberale groeperingen.
Een van de voornaamste redenen tegen mediaconglomeraten is het feit dat men vindt dat ze de berichtgeving te veel (kunnen) beïnvloeden. Zo zijn er in de Verenigde Staten veel politici die kritiek hebben geuit op de Fox News Channel, omdat ze de politieke stroming van de concernvoorzitter (Rupert Murdoch is Republikein) te veel zouden weergeven in de berichtgeving. Toch blijft Fox News de marktleider in de Verenigde Staten als het gaat om nieuwszenders, waardoor ze CNN van de troon hebben gestoten.
In het verleden, waaronder in de jaren 30, 40, 70 en begin jaren 90, zijn er meerdere keren vanuit de politiek in de Verenigde Staten stappen ondernomen om de consolidatie tegen te gaan. Hierdoor zijn onder andere American Broadcasting Company (NBC moest een van hun radiostations, NBC Blue, verkopen) en Viacom (een van de televisietakken van televisiestation CBS moest verkocht worden en deze spin-off werd snel hernoemd naar Viacom) ontstaan.
Door deze verplichte verkopen zijn er vaak nog grotere mediagroepen ontstaan, zodat het afsplitsen juist een averechtse uitkomst heeft gehad. ABC (tegenwoordig onderdeel van Disney) is op dit moment een van de gedoodverfde concurrenten van NBC en het televisienetwerk is inmiddels even groot geworden als voormalig zusterbedrijf NBC. Viacom is uiteindelijk uitgegroeid tot een groot mediaconglomeraat en in 1999 nam het concern het voormalige moederbedrijf CBS over, maar in 2005 splitsten ze opnieuw.

## Grootste mediaconglomeraten ter wereld
In alfabetische volgorde, het is dus geen weergave op grootte.
- Bertelsmann
- General Electric
- News Corporation
- Sony Corporation
- Time Warner
- Vivendi SA
- The Walt Disney Company

### Overige
- Talpa Media
- Smosh
- AT&T
- Mediaset
- Canwest Global
- Grupo Godó
- Hearst Corporation
- Lagardère Media
- Liberty Media
- The Times Group